# آمارگر
آمارگَر (پارسی میانه: Āmārgar) یکی از مناصب ایران در زمان ساسانیان و جمع‌آوری‌کنندهٔ مالیات‌ها بود. این نام در فارسی امروز معنای «آمارگیرنده و سرشمارگر» را گرفته‌است.

## پیشینه
به گفته اسناد هخامنشی آمارگرها با هماره‌کاره در ارتباط بودند. با توجه به سندی مربوط به سال ۸۱ پیش از میلاد که در نسا یافت شده، می‌توان گفت که آمارگرها در دوره اشکانی نیز حضور داشتند. در شاهنشاهی ساسانی، آمارگر نوعی مالیات‌گیر یا افسر ارشد مالی بود و برای اداره استان بسیار ضروری بود و می‌توانست یک، دو یا حتی سه شهر را کنترل کند. بیشتر آمارگرها می‌توانستند کنترل کل استان را در دست گیرند.
در پایان سده سوم میلادی آمارگرها به همراه ساتراپها و سایر مقامات ذکر می‌شوند. در دوران اوج شاهنشاهی مقامی به نام «ایران آمارگر» (Ērān-āmārgar) مسئول خدمات مالی در کشور بود. آرتور کریستنسن پیشنهاد می‌کند که ایران آمارگر را طبق فارسنامهٔ ابن بلخی به عنوان نماینده وزرگ فرمذار پذیرفته شود. در امپراتوری ساسانی، آمارگران وظیفه ارزیابی املاک و مستغلات، رسیدگی به امور آن‌ها و همچنین جمع‌آوری و ذخیره مالیات را در حوزه خود داشتند.